# 301 Bavaria
301 Bavaria è un asteroide della fascia principale del diametro medio di circa 54,32 km. Scoperto nel 1890, presenta un'orbita caratterizzata da un semiasse maggiore pari a 2,7249957 UA e da un'eccentricità di 0,0646225, inclinata di 4,89185° rispetto all'eclittica. Il suo nome fu scelto per commemorare il meeting del 1891 dell'Astronomische Gesellschaft (la società astronomica tedesca) tenutosi a Monaco di Baviera.